# 関目成育駅
関目成育駅（せきめせいいくえき）は、大阪府大阪市城東区関目五丁目にある、大阪市高速電気軌道 (Osaka Metro) 今里筋線の駅。駅番号はI17。

## 概要
京阪電気鉄道京阪本線関目駅と隣接している。
仮称駅名は「関目」だったが、関目高殿駅との混同を避けるために近隣地名である「成育」を付けた。
車内放送では「せきめせいいく」と、「き」に強勢が置かれる。

関目高殿駅は北に300メートルほどの場所にあるが、完全な別駅扱いで乗り換えはできない（振替輸送時を除く）。谷町線との乗り換えは太子橋今市駅で行うか、もしくは蒲生四丁目駅、緑橋駅、今里駅のいずれかで別路線を経由して行うことになる。

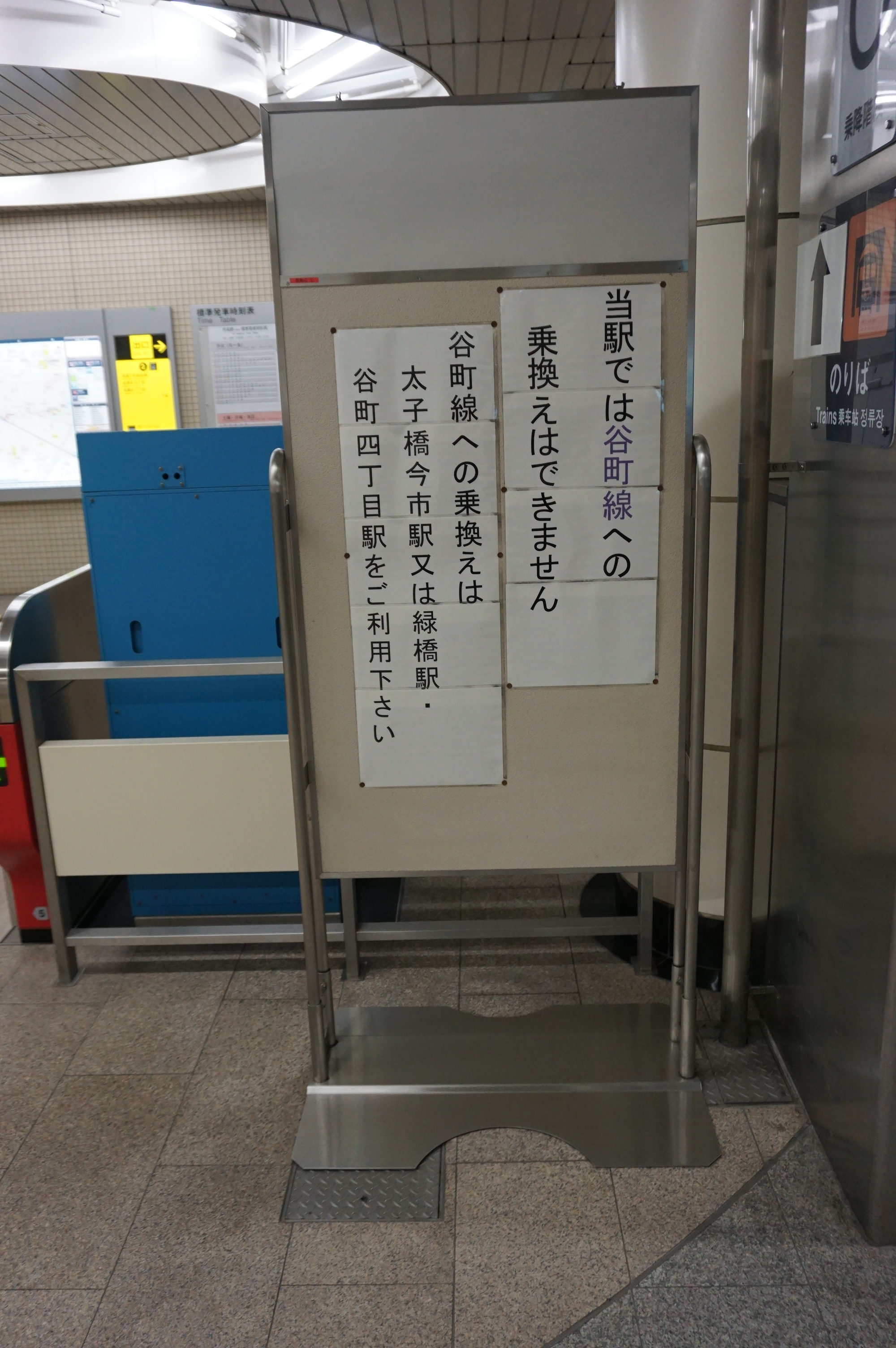
谷町線への乗り換えはできない旨を伝える案内板

## 歴史
- 2006年（平成18年）12月24日：今里筋線開通と同時に開業。
- 2018年（平成30年）4月1日：大阪市交通局の民営化により、大阪市高速電気軌道 (Osaka Metro) の駅となる。

## 駅構造
2層式で各1面1線の地下駅である。このような構造は、東京メトロ千代田線町屋駅や神戸市営地下鉄西神・山手線三宮駅・県庁前駅などに見られるが、Osaka Metroの駅では唯一の構造である。1番線が地下2階・2番線が地下4階にある。また、当駅に発着する井高野方面の列車は、今里筋線の途中駅で唯一、進行方向に向かって左側の扉が開く。
各出口にはエレベーターが設けられ、京阪関目駅に連絡する階段についてはエスカレータも設けられている。
当駅は、清水管区駅に所属しており、清水管区駅長が管理している。

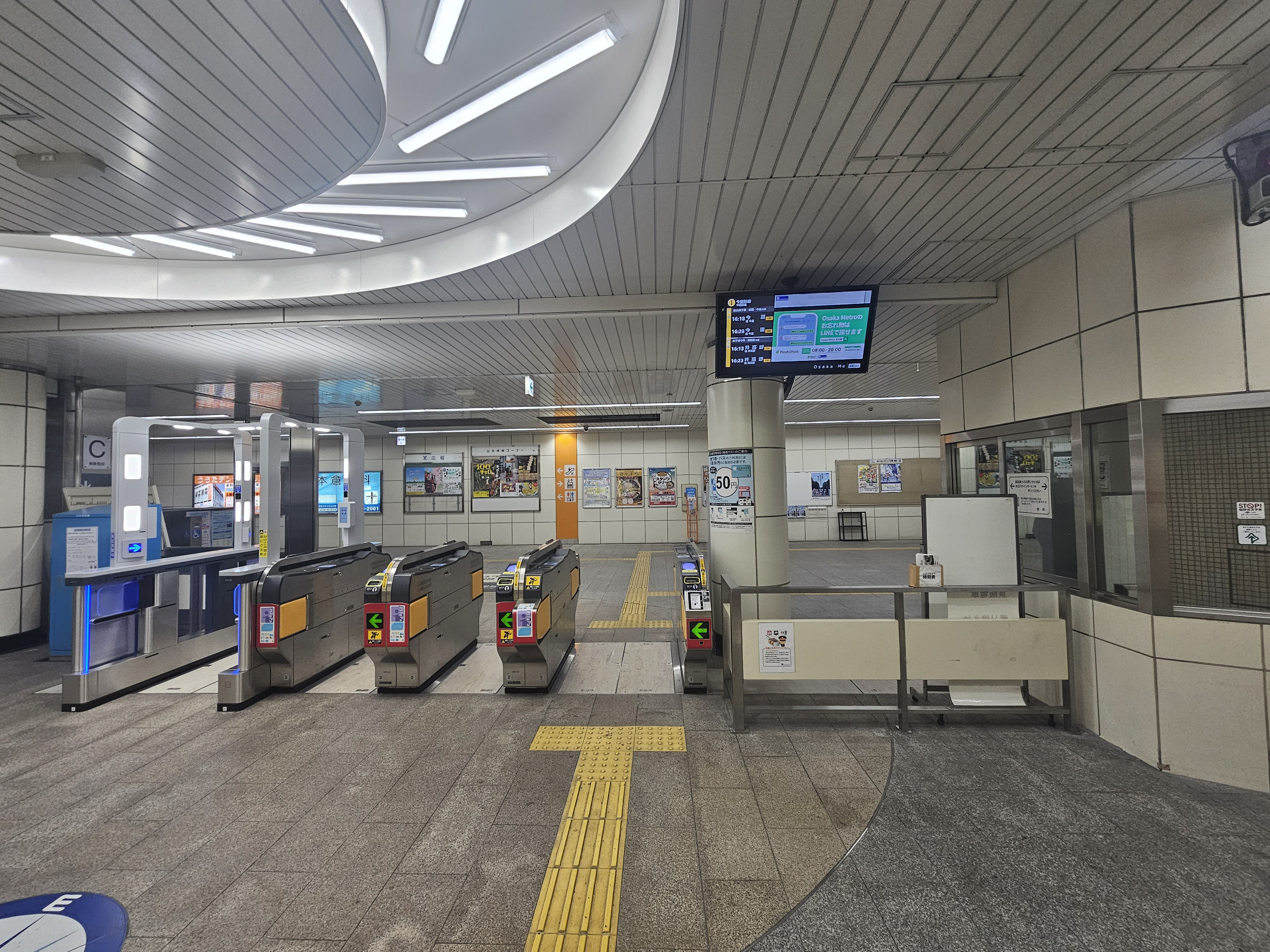
改札（2025年2月）
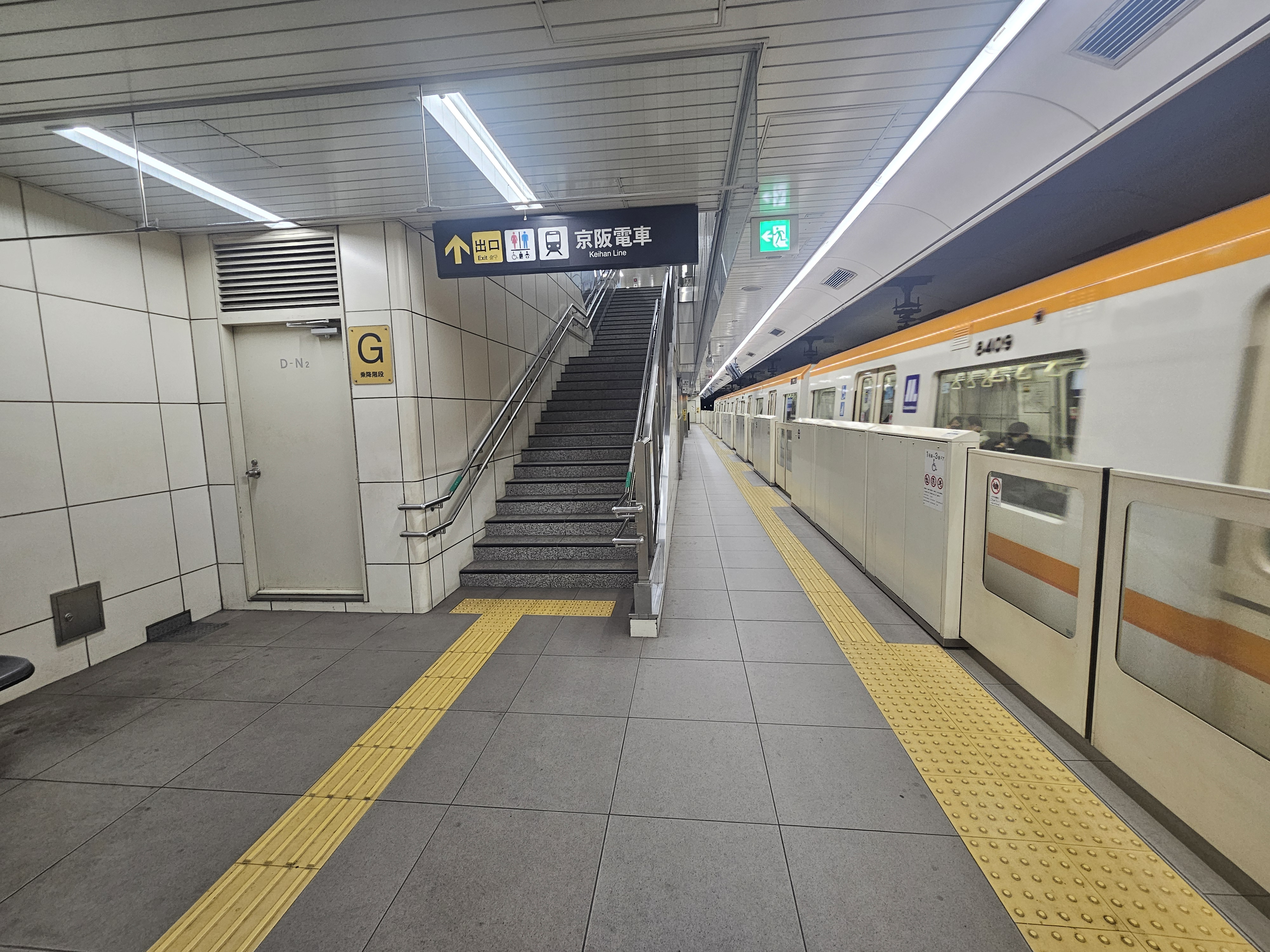
1番線ホーム（2025年2月）
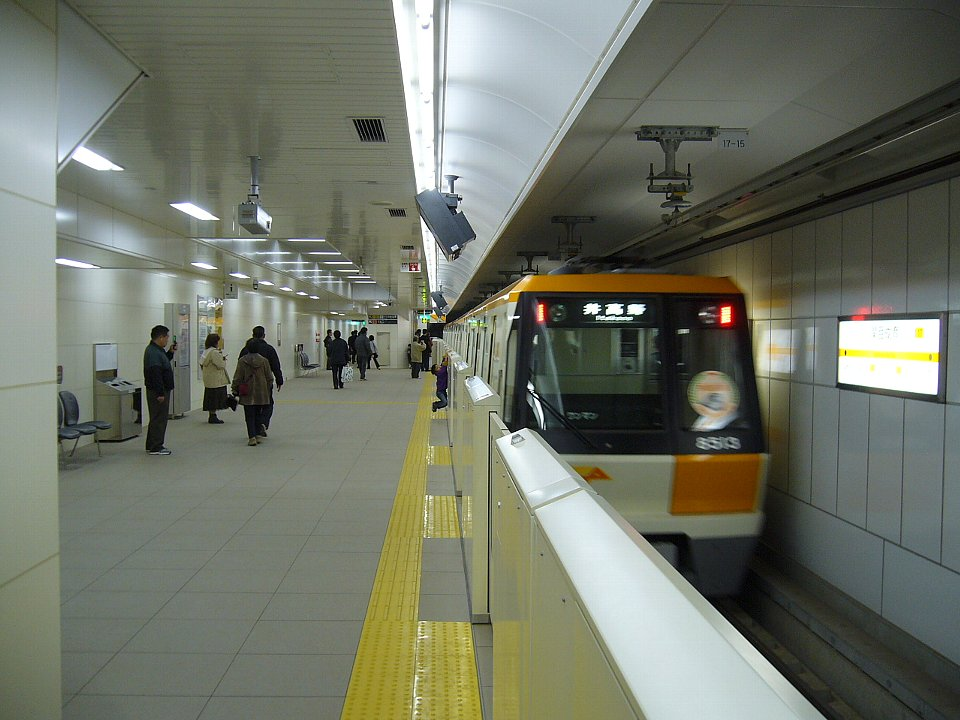
開業初日の2番線ホーム（2006年12月）
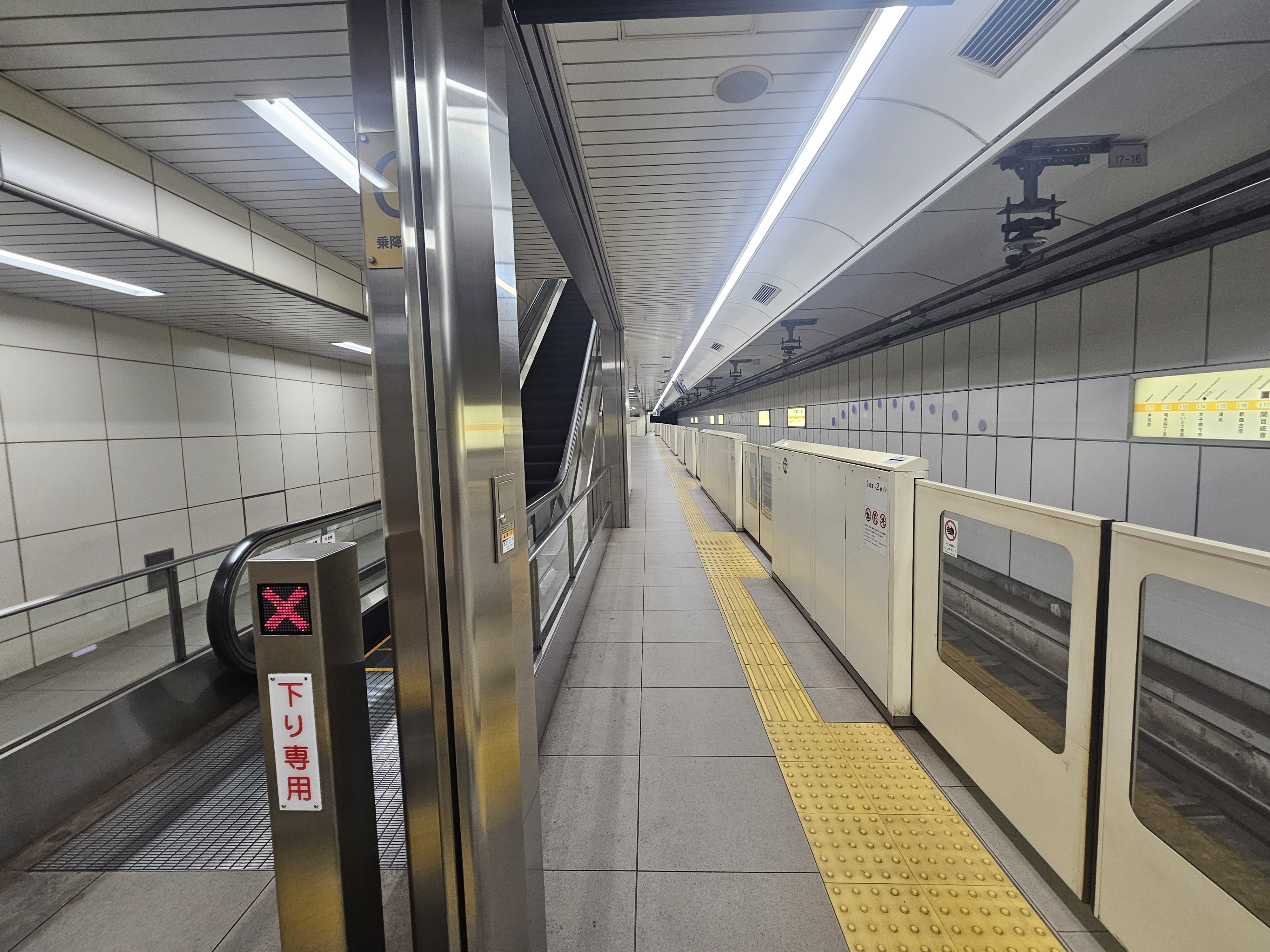
現在の2番線ホーム（2025年2月）

### のりば
| 番線 | 路線     | 行先       |
| ---- | -------- | ---------- |
| 1    | 今里筋線 | 今里方面   |
| 2    | 今里筋線 | 井高野方面 |

付記事項
- 改札口と2番線とを直接結ぶ階段はなく、階段を利用する場合は1番線のホームを経由しなければならない（エスカレーターは上り1基のみ改札口から直接接続している）。
- 地上面からプラットホーム（井高野方面のホーム）までの深さが25.9メートルであり、Osaka Metroの駅の中では、大阪ビジネスパーク駅に次いで2番目に深い駅である。

### 出口
| 出口番号 | 出口周辺         | 備考             |
| -------- | ---------------- | ---------------- |
| 1        | 京阪関目駅       | エレベーターあり |
| 2        | シティバスのりば | エレベーターあり |

## 利用状況
2024年11月12日の1日乗降人員は6,026人（乗車人員：3,015人、降車人員：3,011人）であり、今里筋線の駅、ならびにOsaka Metroの地下鉄駅全体でも清水駅に次いで少ない。
各年度の特定日利用状況は下表の通り。
| 年度               | 調査日   | 乗車人員 | 降車人員 | 乗降人員 | 出典          | 出典          |
| 年度               | 調査日   | 乗車人員 | 降車人員 | 乗降人員 | メトロ        | 大阪府        |
| ------------------ | -------- | -------- | -------- | -------- | ------------- | ------------- |
| 2007年（平成19年） | 11月13日 | 2,020    | 2,035    | 4,055    |               | [ 大阪府 1 ]  |
| 2008年（平成20年） | 11月11日 | 2,504    | 2,435    | 4,939    |               | [ 大阪府 2 ]  |
| 2009年（平成21年） | 11月10日 | 2,514    | 2,540    | 5,054    |               | [ 大阪府 3 ]  |
| 2010年（平成22年） | 11月09日 | 2,633    | 2,627    | 5,260    |               | [ 大阪府 4 ]  |
| 2011年（平成23年） | 11月08日 | 2,637    | 2,621    | 5,258    |               | [ 大阪府 5 ]  |
| 2012年（平成24年） | 11月13日 | 2,884    | 2,945    | 5,825    |               | [ 大阪府 6 ]  |
| 2013年（平成25年） | 11月19日 | 2,796    | 2,847    | 5,643    | [ メトロ 1 ]  | [ 大阪府 7 ]  |
| 2014年（平成26年） | 11月11日 | 2,896    | 2,871    | 5,767    | [ メトロ 2 ]  | [ 大阪府 8 ]  |
| 2015年（平成27年） | 11月17日 | 3,145    | 3,105    | 6,250    | [ メトロ 3 ]  | [ 大阪府 9 ]  |
| 2016年（平成28年） | 11月08日 | 3,151    | 3,106    | 6,257    | [ メトロ 4 ]  | [ 大阪府 10 ] |
| 2017年（平成29年） | 11月14日 | 3,456    | 3,408    | 6,864    | [ メトロ 5 ]  | [ 大阪府 11 ] |
| 2018年（平成30年） | 11月13日 | 3,255    | 3,191    | 6,446    | [ メトロ 6 ]  | [ 大阪府 12 ] |
| 2019年（令和元年） | 11月12日 | 3,282    | 3,175    | 6,457    | [ メトロ 7 ]  | [ 大阪府 13 ] |
| 2020年（令和02年） | 11月10日 | 2,786    | 2,645    | 5,431    | [ メトロ 8 ]  | [ 大阪府 14 ] |
| 2021年（令和03年） | 11月16日 | 2,765    | 2,728    | 5,493    | [ メトロ 9 ]  | [ 大阪府 15 ] |
| 2022年（令和04年） | 11月15日 | 2,754    | 2,715    | 5,469    | [ メトロ 10 ] | [ 大阪府 16 ] |
| 2023年（令和05年） | 11月07日 | 2,973    | 2,857    | 5,830    | [ メトロ 11 ] | [ 大阪府 17 ] |
| 2024年（令和06年） | 11月12日 | 3,015    | 3,011    | 6,026    | [ メトロ 12 ] |               |

## 隣の駅
大阪市高速電気軌道 (Osaka Metro)
 今里筋線
新森古市駅 (I16) - 関目成育駅 (I17) - 蒲生四丁目駅 (I18)
- ( ) 内は駅番号を示す。

### 記事本文